# توکاتوو دوم
توکاتوو دوم (انگلیسی: 2nd Tukatovo) یک شهرک در شهرستان کوگارچینسکی جمهوری باشقیرستان در کشور روسیه است.